# E-selectina
L'E-selectina (CD62E, nome del cluster di differenziazione) è una proteina di membrana facente parte del gruppo delle selectine; essa è una lectina coinvolta nell'adesione cellulare nella risposta immunitaria. Unendosi al suo ligando PSGL1, l'E-selectina è infatti in grado di mediare il contatto e l'adesione tra i granulociti e le cellule dell'endotelio. La E-selectina è glicosilata.